# Daniel García Andújar
Daniel García Andújar (Almoradí, 1966) és un artista visual dels mitjans, activista i teòric de l'art valencià. Viu i treballa a Barcelona. Vicepresident primer de l'AAVC. Un dels principals exponents del Net.art. Fundador de Technologies To The People i membre d'irational.org. És director de nombrosos projectes en Internet com e-sevilla, e-valencia' o e-barcelona. Representant del Pavelló de Catalunya a la Biennal d'Arts Visuals de Venècia 2009.

## Exposicions
- 2009: La comunitat inconfessable Pavelló Català de la 53a Biennal de Venècia (Itàlia).[5]
- 2009: Postcapital Archive (1989-2011), Iberia Center of Contemporary Arts, (Pequín).[6]

## Projectes
- 1996-2008: Technologies To The People[7]
- 2004: Postcapital arxiu[8] inclou més de 250.000 documents que Andújar ha compilat des d'Internet durant gairebé una dècada de treball. Aquests materials, entre els quals hi ha publicacions, peces de vídeo, àudios i bancs d'imatges, tracen una àmplia radiografia de les transformacions geopolítiques i de la situació de les ideologies comunistes i capitalistes en el període comprès entre la caiguda del mur de Berlín i l'atemptat a les Torres Bessones de Nova York. Aquesta proposta multimèdia en procés s'ha ampliat en les successives exposicions, tallers, workshops i intervencions a l'espai públic que s'han dut a terme a Oslo, Santiago de Xile, Bremen, Montreal, Istanbul, Dortmund i, més recentment, de manera antològica, a la Württembergischer Kunstverein de Stuttgart.,[9] Iberia Art Center en Beijing, OPAL Contemporary Art Space[10] a Istanbul i Total Museum of Contemporary Art en Seoul.
- 2011: A vuelo de pájaro, Una sèrie de vols per les costes espanyoles portant una pancarta amb l'eslògan "Democratitzem la Democràcia" A vol d'ocell[11]
- 2015: Naturaleza vigilada / Überwachte Natur, Museo Vostell Malpartida.[12]